# Danville (California)
Danville è una città degli Stati Uniti d'America situata nella Contea di Contra Costa, nello Stato della California.